# HAT-P-8
HAT-P-8 là một ngôi sao 10 độ lớn nằm cách xa 750 năm ánh sáng ở Pegasus. Nó là một ngôi sao loại F nặng hơn khoảng 28% so với Mặt trời. Hai người bạn lùn đỏ đã được phát hiện xung quanh HAT-P-8. Loại thứ nhất có loại quang phổ M5V và có khối lượng 0,22 Thứ hai thậm chí còn ít hơn, ở mức 0,18  và loại quang phổ của nó là M6V.

## Hệ hành tinh
Năm 2008, Dự án HATNet đã công bố phát hiện hành tinh ngoài hệ Mặt Trời HAT-P-8b xung quanh ngôi sao này. Hành tinh này là một hành tinh khí khổng lồ thuộc loại Sao Mộc nóng.
| Thiên thể đồng hành (thứ tự từ ngôi sao ra) | Khối lượng   | Bán trục lớn (AU)     | Chu kỳ quỹ đạo (ngày) | Độ lệch tâm | Độ nghiêng | Bán kính |
| ------------------------------------------- | ------------ | --------------------- | --------------------- | ----------- | ---------- | -------- |
| b                                           | 1354±0035 MJ | 004496+000046 −000045 | 30763458±00000024     | <00060      | —          | —        |